# Returner - Il futuro potrebbe essere storia
Returner - Il futuro potrebbe essere storia (リターナー Ritaanaa) è un film giapponese di fantascienza del 2002, diretto da Takashi Yamazaki.

## Trama
Per scongiurare l'invasione aliena che minaccia la Terra, la giovane soldatessa Milly affronta un viaggio nel tempo dal 2084 al 2002. Giunta a Tokyo, Milly verrà ostacolata dal boss mafioso Mizoguchi, deciso a sfruttare gli alieni per i suoi loschi fini. Accanto alla soldatessa si schiererà il sicario professionista Miyamoto.

## Riconoscimenti
- 2003 - Awards of the Japanese Academy
  - Miglior esordiente a Anne Suzuki
  - Premio popolarità "attore più popolare" a Anne Suzuki
  - Nomination Miglior attore non protagonista a Goro Kishitani
  - Nomination Miglior attrice non protagonista a Kirin Kiki
  - Nomination Miglior montaggio a Takuya Taguchi